# Tschagguns
Tschagguns är en ort och kommun i distriktet Bludenz i förbundslandet Vorarlberg i Österrike. I söder har kommunen gräns mot Schweiz. 